# Akihiro Hayashi
Pour les articles homonymes, voir Hayashi.
Akihiro Hayashi (林 彰洋, Hayashi Akihiro) est un footballeur japonais né le 7 mai 1987 à Higashiyamato. Il évolue au poste de gardien de but.

## Biographie
Akihiro Hayashi joue tout d'abord avec les équipes "juniors" de l'Astra Ploiești, de Plymouth Argyle et de l'Olympic Charleroi.
Il commence sa carrière professionnelle en 2012 au Shimizu S-Pulse. Pour sa première saison, il dispute 26 matchs en championnat.
Akihiro Hayashi participe à la Coupe du monde des moins de 20 ans 2007 avec l'équipe du Japon.